# Lercanidipin
Lercanidipin ist ein Arzneistoff gegen arterielle Hypertonie aus der Gruppe der Calciumantagonisten des Dihydropyridin-Typs. Der Prototyp dieser Arzneistoffe ist das Nifedipin, bekannter unter dem Handelsnamen Adalat. Als Vertreter der sog.  dritten Generation zeichnet sich Lercanidipin durch eine gegenüber den Vertretern der zweiten Generation (u. a. Amlodipin) gesteigerte vaskuläre Wirkung, bessere Verträglichkeit und noch zusätzlich durch einige verbesserte pharmakokinetische Eigenschaften aus. Ein spezifischer pharmakokinetischer Nachteil der Substanz ist jedoch, dass das Ausmaß ihrer Resorption davon abhängt, ob zur Tablette eine Mahlzeit eingenommen wurde. So muss ein ausreichend langes Intervall zwischen Medikamenteneinnahme und den Mahlzeiten eingehalten werden.

## Entwicklung
Der Arzneistoff basiert auf dem Dihydropyridin Nitrendipin. Eine der Methylgruppen dieses Esters wurde durch die 6,6-Diphenyl-1,1,3-trimethyl-3-aza-hexyl-Gruppe ersetzt.

## Pharmakologie

### Wirkungsweise
Lercanidipin blockiert die Öffnung spannungsabhängiger Calciumkanäle (L-Typ) der glatten Muskelzellen der Arterien und weist eine hohe vaskuläre Spezifität auf, die in einer Gefäßerweiterung ohne Einfluss auf die Herzfunktion resultiert. Lercanidipin reichert sich auf Grund seiner hoch lipophilen Eigenschaften in der Zellmembran an und bildet dort ein Depot. Dadurch ist Lercanidipin in der Lage, trotz einer kurzen Plasmahalbwertszeit unabhängig vom Plasmaspiegel über eine Membrankinetik kontrollierte Wirkung die Calciumkanäle zu blockieren.

### Analytik
Für pharmakokinetische und Therapie- bzw. Stabilitätsstudien ist die zuverlässige qualitative und quantitative Bestimmung des Wirkstoffs Lercanidipin erforderlich. Nach geeigneter Probenvorbereitung des Untersuchungsmaterials kann die Analytik durch Einsatz der Kopplung von chromatographischen Trennverfahren mit der Massenspektrometrie durchgeführt werden.

### Anwendungsgebiete (Indikationen)
Lercanidipin ist in Deutschland zugelassen zur Therapie der leichten bis mittelschweren essentiellen Hypertonie.

### Gegenanzeigen (Kontraindikationen)
Lercanidipin sollte nicht eingenommen werden in Schwangerschaft und Stillzeit, bei schweren Nieren- oder Leberfunktionsstörungen, instabiler Angina Pectoris, innerhalb eines Monats nach einem Herzinfarkt, unbehandelter Herzinsuffizienz sowie in Verbindung mit Ciclosporin.
Ferner gilt Lercanidipin als ungeeignet für Kinder und Jugendliche unter 18 Jahren.
Lercanidipin darf nicht eingenommen werden, wenn gleichzeitig eines der folgenden Arzneimittel/Genussmittel eingenommen wird:
Sogenannte starke CYP-3A4-Inhibitoren (z. B. Ketoconazol, Itraconazol, Erythromycin, Troleandomycin, Ritonavir), Ciclosporin, Grapefruitsaft.

### Nebenwirkungen
Lercanidipin scheint insgesamt gut verträglich. Lercanidipin scheint keine negativen Auswirkungen auf den Blutzucker- oder Serum-Lipid-Spiegel zu haben. Als unerwünschte Begleiterscheinungen zeigten sich die für Calciumkanalblocker typischen Erscheinungen wie periphere Ödeme, Kopfschmerzen, Gesichtsrötung, Palpitationen (Herzklopfen), Tachykardie, jedoch mit einer deutlich geringeren Häufigkeit als für andere Calciumkanalblocker.
Beschreibung der Nebenwirkungen nach Häufigkeit:
- Gelegentlich: Beschleunigter Herzschlag (Tachykardie), Herzklopfen (Palpitationen), Periphere Ödeme (Flüssigkeitsansammlung im Gewebe, besonders in den Beinen), Kopfschmerzen, Schwindelgefühl, Hitzegefühl (mit Hautrötung insbesondere im Gesicht).
- Selten: Angina Pectoris (Brustschmerzen); einige Arzneimittel, die ähnlich wirken wie Lercanidipin, können Präkordialschmerzen (Schmerzen in der Herzgegend) verursachen; Schläfrigkeit (Somnolenz); Übelkeit; Verdauungsstörungen; Durchfall; Bauchschmerzen; Erbrechen; erhöhte Urinmenge (Polyurie); Nykturie;[8] Hautausschlag; Muskelschmerzen; Schwäche; Müdigkeit (Fatigue).
- Sehr selten: Bei Angina Pectoris können Beschwerden häufiger oder länger auftreten oder sich verstärken, in Einzelfällen kann ein Herzanfall (Herzinfarkt) auftreten, Ohnmachtsanfall (Synkope), Anstieg der Leberwerte (bildet sich nach Beendigung der Behandlung in der Regel zurück), häufiges Wasserlassen (Pollakisurie), Hypotonie (niedriger Blutdruck), Schmerzen im Brustkorb, Überempfindlichkeit.[6]

## Stereochemie
Lercanidipin enthält ein Stereozentrum und besteht aus zwei Enantiomeren. Hierbei handelt es sich um ein Racemat, also ein 1:1-Gemisch von (R)- und der (S)-Form:
| Enantiomere von Lercanidipin | Enantiomere von Lercanidipin |
| ---------------------------- | ---------------------------- |
| CAS-Nummer: 185197-70-0      | CAS-Nummer: 185197-71-1      |

## Handelsnamen
Monopräparate
- Carmen (D), Corifeo (D), Zanidip (A, CH), Lercanidipin-Generika

Kombinationspräparate
- in Kombination mit Enalapril: Carmen ACE (D), Lercaprel (A), Zaneril (D), Zanipress (D, CH), Zanipril (A)